# Cortinarius veronicae
Cortinarius veronicae är en svampart som beskrevs av Soop 1998. Cortinarius veronicae ingår i släktet Cortinarius och familjen spindlingar.   Inga underarter finns listade i Catalogue of Life.